# طفيلي (فلم)
طُفيلي (بالكورية: 기생충) هو فيلم كوميديا سوداء وإثارة كوري جنوبي صدر عام 2019 من إخراج بونغ جون هو الذي شارك في كتابة السيناريو مع هان جين-وون وشارك في الإنتاج. الفيلم من بطولة سونغ كانغ هو، ولي سون-كيون، وتشو يو جونغ، وتشوي وو-شيك، وبارك سو دام، وجانغ هاي-جين، وبارك ميونغ هون، ولي جونغ يون، ويتتبع قصة عائلة فقيرة التسلل إلى حياة عائلة ثرية.
حصل الفيلم على إشادة من النقاد على نطاق واسع، وفاز بالسعفة الذهبية في مهرجان كان السينمائي 2019، حيث أصبح أول فيلم كوري جنوبي يحصل على هذه الجائزة. كما فاز الفيلم بجائزة الأوسكار في دورة المهرجان الـ92 للعام 2020 كأفضل فيلم أجنبي، وهو أول فيلم غير ناطق باللغة الإنجليزية يحصل على الجائزة. وحصد جائزة أفضل سيناريو مقتبس، ونال مخرجه بونغ جون هو جائزة أفضل مخرج.
حصل الفيلم على إشادة نقدية عالمية، مع الثناء الخاص على كل من السيناريو، وإخراج بونغ، وأداء الممثلين، ومواكبة الفيلم الاجتماعية، والكوميديا السوداء الموجودة فيه، وتصويره السينمائي، ومونتاجه، وقيم إنتاجه. أُدرج الفيلم في قوائم متعددة لأفضل أفلام العقد الثاني من الألفية الثانية، ويعتبر أحد أفضل الأفلام الكورية الجنوبية على الإطلاق. وصلت إيرادات الفيلم إلى أكثر من 266 مليون دولار في جميع أنحاء العالم بميزانية إنتاج تبلغ نحو 11 مليون دولار، ليكون بذلك الفيلم الكوري الجنوبي الأعلى دخلًا على الإطلاق.
حصد فيلم باراسيت العديد من الجوائز ومن بينها أربع جوائز رئيسية في حفل توزيع جوائز الأوسكار الثاني والتسعين، وهي: أفضل فيلم وأفضل مخرج وأفضل كتابة (سيناريو أصلي) وأفضل فيلم بلغة أجنبية. أصبح أول فيلم كوري جنوبي يحظى بتقدير في حفل توزيع جوائز الأوسكار، وكذلك أول فيلم غير ناطق باللغة الإنجليزية يفوز بجائزة أفضل فيلم. فاز باراسايت أيضًا بجائزة الغولدن غلوب لأفضل فيلم بلغة أجنبية وجائزة البافتا لأفضل فيلم أجنبي (لغة غير إنجليزية)، وأصبح أول فيلم غير ناطق باللغة الإنجليزية يفوز جائزة نقابة ممثلي الشاشة للأداء المتميز من قبل طاقم ممثلين في السينما.

## القصة
تعيش عائلة كيم - الوالد كي تايك والوالدة تشونغ سوك والابنة كي جونغ والابن كي وو- في قبو على شكل شقة صغيرة، وتعمل في طي علب البيتزا بشكل مؤقت بأجر زهيد، وتكافح من أجل تلبية احتياجاتها. يمنح الطالب الجامعي مين هيوك -صديق كي وو- الأسرة حجر علماء بهدف جلب الثروة للعائلة. يقترح مين هيوك على كي وو تولّي وظيفته كمدرس للغة الإنجليزية لابنة عائلة بارك الغنية بعد مغادرته للدراسة في الخارج، على الرغم من تردد كي وو في البداية. تزيف كي جونغ شهادة من جامعة يونسي لكي وو من أجل مساعدته في الحصول على العمل. تقرر السيدة بارك فور وصول كي وو أنهم سيطلقون عليه اسم «كيفين».
تتسلل عائلة كيم إلى حياة عائلة بارك من خلال التوصية بخدمات بعضهم البعض، متظاهرين بأنهم لا يعرفون بعضهم وبأنهم مؤهلين تأهيلًا رفيع المستوى. يبدأ كي وو في التعليم لتبدأ بذلك قصة حبه مع ابنة عائلة بارك دا هاي. تتظاهر كي جونغ بأنها «جيسيكا» المعالجة بالفن لإبن عائلة بارك الصغير مفرط النشاط دا سونغ. تزيف كي سونغ خطة ليظهر سائق السيد بارك وكأنه مارس الجنس في السيارة من خلال ترك ملابسها الداخلية تحت مقعد الراكب لكي يكتشفها السيد بارك، ثم يُوظف كي تايك ليحل محله. وأخيرًا، تتولى تشونغ سوك منصب مدبرة منزل عائلة بارك بعد أن استغلت عائلة كيم حساسية مدبرة المنزل السابقة مون غوانغ تجاه الدراق، وأقنعت السيدة بارك بأن مدبرتها –السابقة- مصابة بالسل.
تستمتع عائلة كيم بالرفاهية في سكن عائلة بارك بعد مغادرتهم في رحلة تخييم للاحتفال بعيد ميلاد دا سونغ. تعود مون غوانغ قائلةً لتشونغ سوك بأنها تركت شيئًا في قبو المنزل لتكشف عن مدخل مخفي لملجأ تحت الأرض أنشأه مهندس المنزل والمالك السابق له. يعيش جيون ساي زوج مون غوانغ، تحت المنزل سراً منذ سنوات، ويختبئ من تجار القروض بعد فشل مخبزه التايواني وتركه في ديون ضخمة. ترفض «تشونغ سوك» مناشدات مون غوانغ لمساعدة زوجها على البقاء في الملجأ، ولكن تكشف عائلة كيم –التي تتنصت على الحديث- حقيقتها عن طريق الخطأ أمام مون غوانغ، ما يجعلها المسيطرة.
تعود عائلة بارك إلى المنزل مبكرًا بسبب هبوب عاصفة مطرية شديدة، وتهرع عائلة كيم لتنظيف المنزل قبل عودتهم، بينما يندلع شجار بين مو غوانغ وزوجها وبين عائلة كيم. تقبض عائلة كيم على جيون ساي وتصيب مون غوانغ بجروح قاتلة في القبو، ثم يلاحظ كي تايك إرسال جيون ساي لرسالة بلا معنى مستعملًا شفرة مورس باستخدام أضواء المنزل. تكشف السيدة بارك لتشونغ سوك تعرض دا سونغ لنوبة ناتجة عن صدمة نفسية منذ سنوات عندما رأى «شبحًا» -وهو في الواقع جيون ساي أثناء صعوده من الملجأ- وأن العائلة تحتفل منذ ذلك الحين بعيد ميلاد دا سونغ خارج المنزل. تهرب عائلة كيم من منزل عائلة بارك دون أن يراهم أحد، ولكن ليس قبل سماع تعليق السيد بارك المرتجل حول رائحة كي تايك السيئة بغض النظر عن كونه موظفًا جيدًا. تُفاجأ عائلة كيم عند عودتهم بغمر مياه العاصفة لشقتهم بالكامل، فيضطرون إلى النوم في صالة للألعاب الرياضية مع نازحين آخرين.
في اليوم التالي، تستضيف السيدة بارك حفلة منزلية بمناسبة عيد ميلاد دا سونغ، ويحضر جميع أفراد عائلة كيم (بشخصياتهم المزيفة) هذا الحفل. يدخل كي وو إلى الملجأ ممسكًا بحجر العلماء لمواجهة جيون ساي. يعثر كي وو على جثة مون غوانغ، ويتعرض لهجوم جيون ساي، الذي يضربه بشكل متكرر بالحجر ثم يهرب. يطعن جيون ساي ابنة عائلة كيم كي جونغ بسكين مطبخ أمام الضيوف المروعين، بهدف الانتقام لمقتل زوجته مون غوانغ. يعاني «دا سونغ» من نوبة أخرى بعد رؤيته لجيون ساي، ويندلع صراع ينتهي بطعن تشونغ سوك لجيون ساي طعنةً قاتلةً بواسطة سيخ الشواء. بينما ينحني كي تاي فوق نزيف كي جونغ الحاد، يأمره السيد بارك بإيصال دا سونغ إلى المستشفى. يأخذ كي تايك السكين ويقتل السيد بارك خلال هذه الفوضى، بعد أن أظهر السيد بارك قرفًا تجاه رائحة جيون ساي، ثم يهرب من مسرح الأحداث.
يستيقظ كي وو بعد أسابيع من خضوعه لجراحة في الدماغ. يُدان هو وتشونج سوك بتهمة الاحتيال ويوضعا تحت المراقبة. تتوفى كي جونغ بسبب إصابتها، ويختفي كي تايك المطلوب بتهمة قتل السيد بارك. بقيت دوافع جيون ساي لهجومه لغز للجميع. يراقب كي وو منزل عائلة بارك الذي بيع لعائلة ألمانية غير مدركة لتاريخه، ويلاحظ رسالة بشفرة مورس مُرسلة باستخدام وميض الأضواء. يتبين أن الرسالة من كي تايك، الذي هرب سابقًا إلى الملجأ ليعيش بعد ذلك عن طريق التغذي على أي طعام يستطيع سرقته من أصحاب المنزل الجدد. يستمر كي ووك بالعيش في منزل عائلته السابق مع والدته، ثم يكتب رسالة إلى والده متعهداً فيها له بكسب ما يكفي من المال لشراء المنزل وتحريره.

## وصلات خارجية
- مقالات تستعمل روابط فنية بلا صلة مع ويكي بيانات

لا توجد روابط لمواقع التواصل الاجتماعي.